# Józef Żymańczyk
Józef Żymańczyk (Tarnowiec, 24 luglio 1965) è un ex calciatore ed ex giocatore di calcio a 5 polacco.

## Carriera
Come massimo riconoscimento in carriera vanta la partecipazione con la Nazionale di calcio a 5 della Polonia al FIFA Futsal World Championship 1992 dove i polacchi sono giunti alla seconda fase, eliminati nel girone comprendente Spagna, Belgio e Iran.